# Disas ting

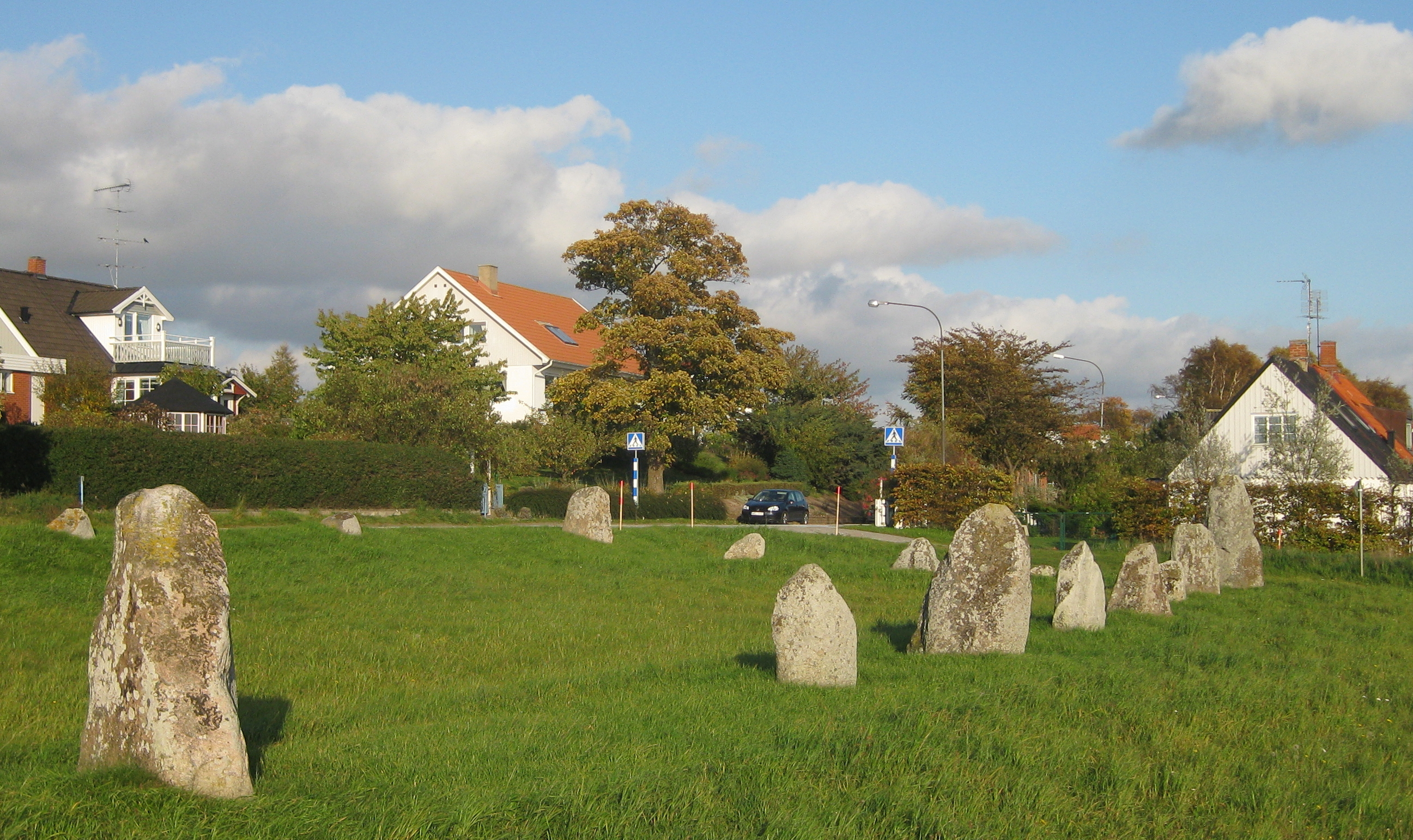
Disas ting

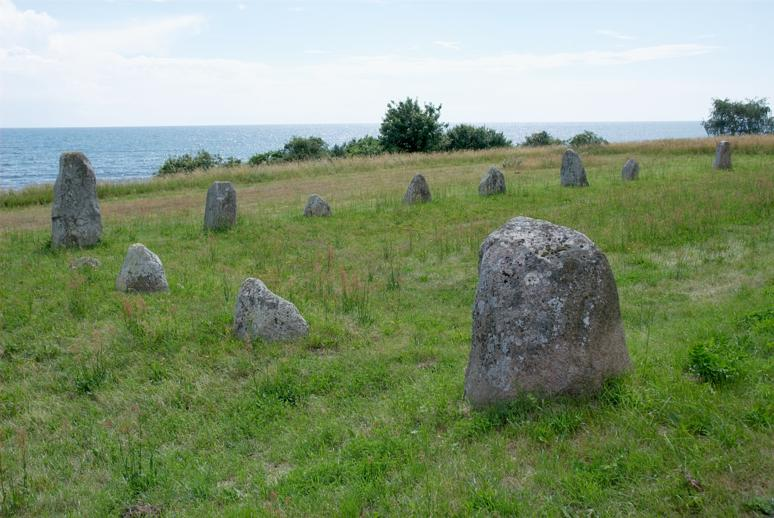
Disas ting

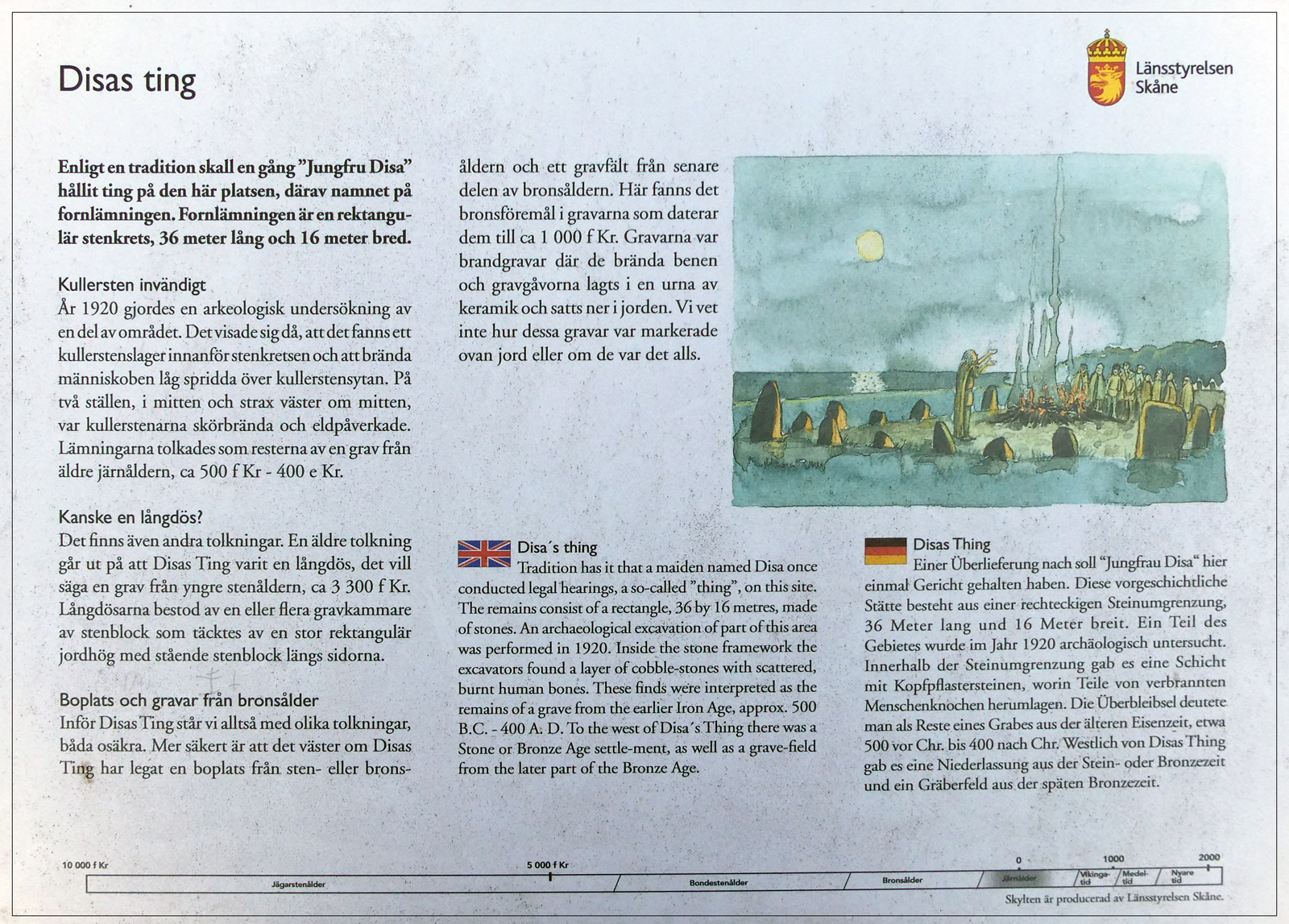
Hinweisschild bei Disas ting

Disas ting ist eine Steinsetzung in Svarte, westlich von Ystad in Schonen in Schweden.
Disas ting liegt südlich der Küstenstraße (Västra Kustvägen) am Strand und ist eine rechteckige 30 m lange und 16 m breite Steinsetzung unklarer Zeitstellung. Die Steine könnten die Überreste eines Langdöse aus der Jungsteinzeit sein, entstanden um etwa 3300 v. Chr. Bei einer 1920 erfolgten Teilausgrabung fand sich in der Mitte eine Pflasterung, auf der verbrannte Menschenknochen lagen, die in die Eisenzeit, also um die Zeitenwende, datieren, was aber zur Monumentalität der Anlage nicht passt, so dass es sich um eine Nachnutzung handeln muss. Die lokale Tradition besagt, dass die Jungfrau Disa hier ihren Sitz hatte.
Nördlich von Svarte wurde die Balkåkra-Trommel gefunden.